# Francesco Vatielli
Francesco Vatielli (Pesaro, 1 de gener de 1877 - Portogruaro, 12 de desembre de 1946) fou un compositor i musicògraf italià.
Feu els seus estudis de filologia a Bolonya i a Florència i en el Liceu Musical Rossini, de Pesaro. Des de 1906 és director de la biblioteca del Liceu musical de Bolonya i professor d'història de la música. Durant diversos anys va dirigir els cursos musicals de la Universitat popular d'aquella ciutat, fou secretari de la Societat del Quartet i va formar part de la direcció del Liceu Musical el 1924-25. Se li deu la fundació de la revista Cultura musicale i va col·laborar en diversos diaris i revistes professionals, devent mencionar-se especialment la seva tasca com a crític musical del Resto del Carlino.
Va publicar:
- Un musicista pesarese nel secolo XVI (Bolonya, 1908)
- Canoni musicali di Ludovico Zacconi (1904)
- La "Lyra Barberina" de G. B. Doni, (Bolonya, 1924)
- Ragionamento a fantasie musicale di Petronio Isaurico, (Bolonya, 1924),

I alguns treballs històrics que aparegueren a Nuova musica i Crònica musicale. També va publicar melodies del segle xvii (Antiche cantate d'amore) i es va donar a conèixer com a compositor d'interludis, etc. publicats a Favola d'Orfeu, de Poliziano (1905).